# 托舍夫將軍村

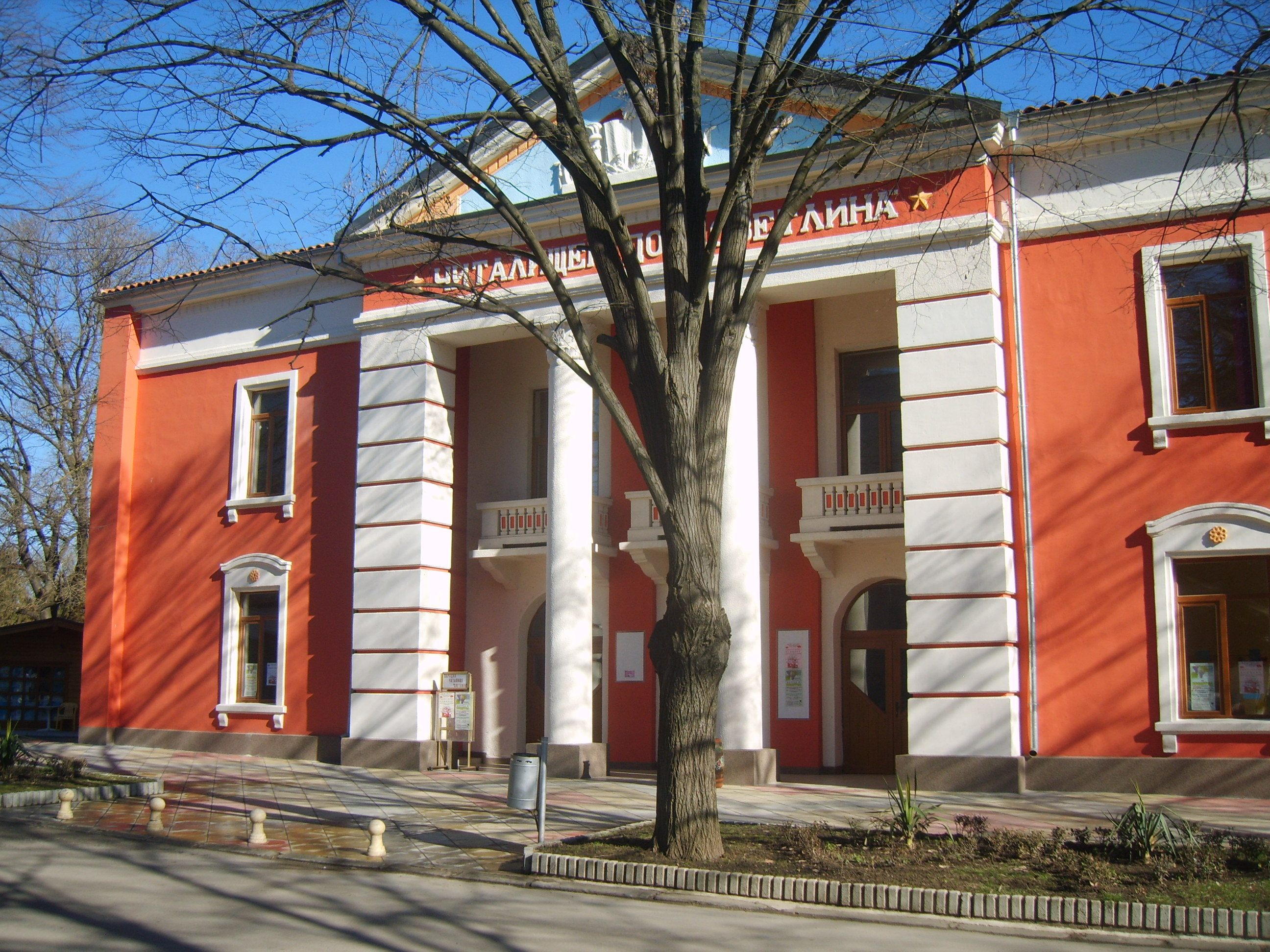
社区活动中心

托舍夫將軍村是保加利亚的城鎮，位於該國東北部，距離多布里奇25公里，由多布里奇州負責管轄，海拔高度230米，2009年人口7,130，居民主要信奉東正教。

## 外部連結
- General Toshevo municipality website （页面存档备份，存于）